# Häverö församling
Häverö församling var en församling i Uppsala stift och i Norrtälje kommun i Stockholms län. Församlingen uppgick 2006 i Häverö-Singö församling.

## Administrativ historik
Församlingen har medeltida ursprung. I slutet av 1500-talet utbröts Singö församling. Församlingen utgjorde före utbrytningen ett eget pastorat för att därefter till 2006 vara moderförsamling i pastoratet Häverö och Singö. Församlingen uppgick 2006 i Häverö-Singö församling.

## Organister
| Ämbetstid | Namn | Levnadstid | Övrigt  |
| --------- | ---- | ---------- | ------- |
| 1964      | –    | –          | Vakant. |

## Kyrkor
- Häverö kyrka
- Hallstaviks kyrka